# Eisenbahnunfall von Harrisburg

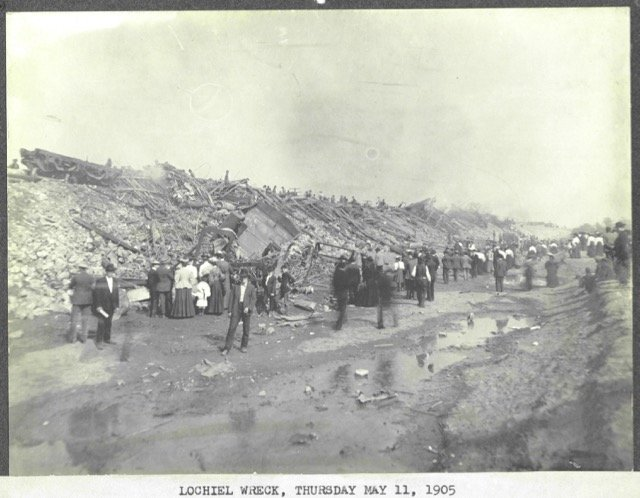
Die Unfallstelle

Bei dem Eisenbahnunfall von Harrisburg am 11. Mai 1905 bei Harrisburg, Pennsylvania, USA, explodierte auf einer Strecke der Pennsylvania Railroad nach einer Entgleisung Gefahrgut, wodurch 23 Menschen starben.

## Ausgangslage
Der Cincinnati-Express war in östlicher Richtung auf der zweigleisigen Strecke unterwegs, ein Güterzug in der Gegenrichtung. Der Güterzug führte 68 Wagen, von denen allerdings nur ein Teil der Wagen mit Bremsen ausgerüstet war. Eine Wagengruppe am Schluss des Zuges lief ohne eigene Bremsen mit. Bei Harrisburg wurde dem Zug „Halten“ signalisiert, da auf dem Gleis vor ihm noch eine Lokomotive rangierte. Der Lokomotivführer bremste.

## Unfallhergang
Die Gruppe ungebremster Wagen lief beim Bremsen mit solchem Druck auf die voranlaufenden, gebremsten Wagen auf, dass zwei der gebremsten Wagen entgleisten und nun ins Lichtraumprofil des Gegengleises ragten. In diese Wagen fuhr der Cincinnati-Express hinein, ohne dass die Kollision selbst zu Personenschäden geführt hätte. Allerdings beförderte einer der Güterwagen 2,5 Tonnen Dynamit, das in Folge der Kollision explodierte.

## Folgen
23 Menschen starben. In ersten Berichten war noch von 163 Toten die Rede.
Unter anderem als Reaktion auf diesen Unfall wurde der Explosives and Combustibles Act durch den US-amerikanischen Kongress erlassen.

## Bilder

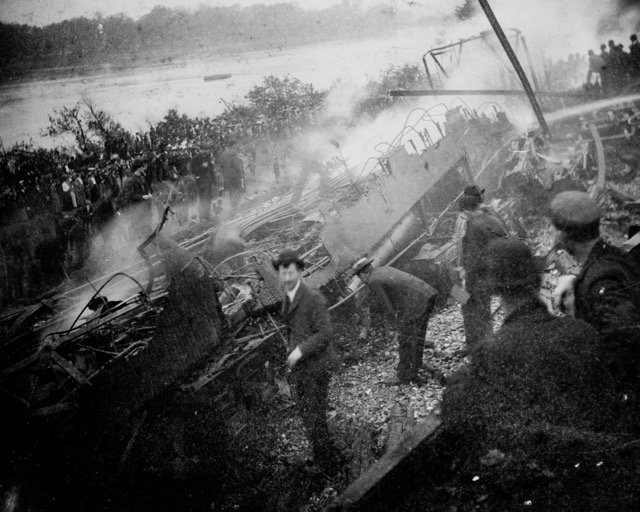
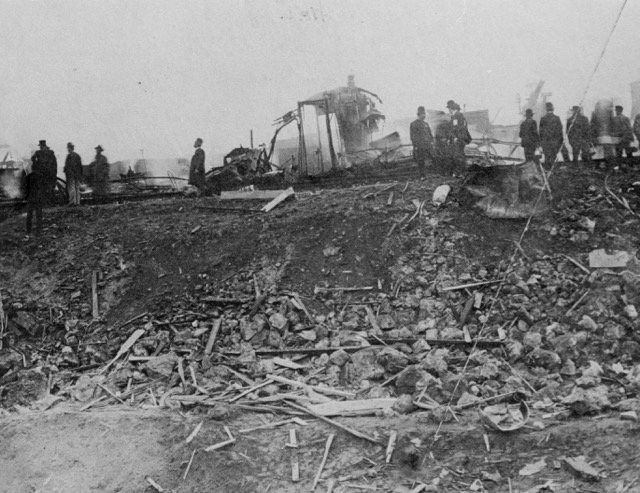
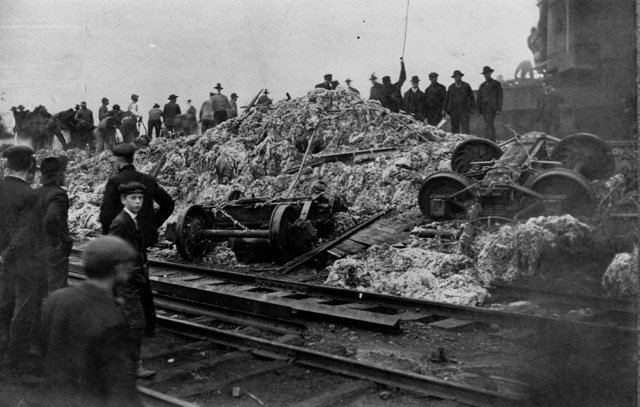
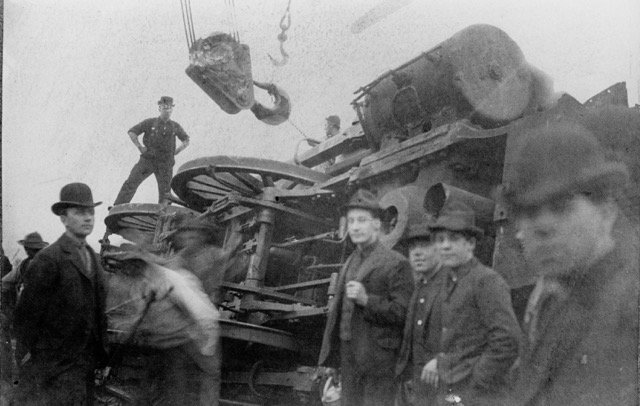